# روسیو دورکال
روثیو دورکال(به اسپانیایی: Rocío Dúrcal) (زادهٔ ۴ اکتبر سال ۱۹۴۴- درگذشتهٔ ۲۵ مارس ۲۰۰۶) خواننده و بازیگر اسپانیایی بود. تولد و مرگ وی هر دو در شهر مادرید اسپانیا بوده‌است. نام کامل او «ماریا دلوس آنخلس دلاس اٍراس اورتیز» (به اسپانیایی: María de los Ángeles de Las Heras Ortíz) است.

## زندگی‌نامه
استعداد خوانندگی وی در سن ۱۵ سالگی کشف و اولین پیشنهاد بازیگری به وی در سن ۱۷ سالگی (برای بازی در فیلم سرود جوانی) داده شد. بعد از بازی در چندین فیلم با یک خوانندهٔ فیلیپینی به نام آنتونیو مورالس (به اسپانیایی: Antonio Morales) عضو گروه موسیقی پاپ "ل peneاز سر گرفت. وی اولین سری از سری آلبوم‌های "چوپان مکزیکی" (به اسپانیایی: Mexican ranchera) را با تهیه‌کنندگی خوان گابریل (به اسپانیایی: Juan Gabriel) ضبط کرد که در مکزیک؛ اسپانیا؛ ایالات متحده آمریکا و دیگر نقاط قاره آمریکا میلیون‌ها نسخه فروش رفت. بعداً وی آلبوم دیگری به سبک موسیقی مکزیکی به همراه مارک آنتونیو سولیس (به اسپانیایی: Marco Antonio Solís) ضبط کرد که به موفقیت آلبوم‌های قبلی دست یافت.

## وفات
دورکال در سال ۲۰۰۱ به سرطان رحم مبتلا شد. در سال ۲۰۰۴ پزشکان وی متوجه وجود غدههای سرطانی بدخیم در ریههای وی شدند و او را تحت شیمی درمانی قرار دادند. سلولهای سرطانی به تدریج مغز او را نیز درگیر کردند. دورکال بعد از مدت‌ها مقابله با سرطان در ۲۵ مارس سال ۲۰۰۶ در خانهٔ خود در توررلودونس (به اسپانیایی:Torrelodones) مادرید دیده از جهان فرو بست.
سبک وی بسیاری از خوانندگان ماریاچی و رانچرا از مکزیک و همچنین انجمن اسپانیایی‌های مقیم آمریکا را تحت تأثیر قرار داد.
دورکال بیش از ۵۳ میلیون نسخه از آثار خود را در سطح جهان فروخته‌است.

## فیلم‌ها
- دلتنگم (۱۹۷۷) Me siento extraña
- Dites-le avec des fleurs (۱۹۷۴) as Ursula Fischer
- ماریانلا (۱۹۷۲)Marianela
- آغاز سرکشی (۱۹۷۱)La novicia rebelde
- (۱۹۶۹) Las leandras
- کریستینا گوسمن (۱۹۶۸)Cristina Guzmán
- عشقِ بر باد(۱۹۶۷)Amor en el aire
- صبح بخیر، کنتس کوچک (۱۹۶۷)
- با من باش(۱۹۶۶)Acompáñame
- زیباتر از همه(۱۹۶۵)Más bonita que ninguna
- دوشیزه شبدر(۱۹۶۴)La chica del trébol
- من ۱۷ سال دارم(۱۹۶۴)Tengo ۱۷ años
- روسیو از (شهر) مانچا(۱۹۶۲)Rocío de La Mancha
- سرود جوانی(۱۹۶۲)Canción de juventud

## آلبوم‌ها
- Canta a Juan Gabriel (۱۹۷۷)
- Canta a Juan Gabriel Vol. II (۱۹۷۸)
- Canta a Super Éxitos de Juan Gabriel (۱۹۷۹)
- Canta Con Mariachi Vol. IV (۱۹۸۰)
- Canta a Juan Gabriel Vol. V (۱۹۸۰)
- Confidencias (۱۹۸۱)
- Canta Lo Romántico de Juan Gabriel (۱۹۸۲)
- Entre Tú y Yo (۱۹۸۳)
- Canta a Juan Gabriel Vol. VI (۱۹۸۴)
- Siempre (۱۹۸۶)
- Canta Once Grandes Éxitos de Juan Gabriel' '(۱۹۸۷)
- Como Tu Mujer (۱۹۸۸)
- Si Te Pudiera Mentir (۱۹۹۰)
- El Concierto، En Vivo (۱۹۹۲)
- Desaires (۱۹۹۳)
- Hay Amores y Amores (۱۹۹۵)
- Juntos Otra Vez (۱۹۹۷)
- Para Toda la Vida (۱۹۹۹)
- Caricias (۲۰۰۰)
- Entre Tangos y Mariachi (۲۰۰۱)
- En concierto...Inolvidable (۲۰۰۲)
- Caramelito (۲۰۰۳)
- Alma Ranchera (۲۰۰۴)

## سریال‌های تلویزیونی
- زنان حیله گر (۱۹۹۹) در نقش کارمن
- کاسبی مامان(۱۹۹۷) در نقش آنا
- هدیهٔ باشگاه آواز (۱۹۶۴)